# Вдова Бланко (телесериал, 1996)
Вдова Бланко (исп. La Viuda De Blanco, англ. Blanco's Widow) — теленовелла колумбийского производства 1996 года. Насчитывает 145 серий, впервые транслировавшихся в период с 1996 по 1997 год. В 2006 году был снят одноименный ремейк. Первая версия была выпущена колумбийской телекомпанией «RTI-Colombia», ремейк — ей же в сотрудничестве с американской «Telemundo».

## Сюжет
Тихая жизнь маленького городка переворачивается с ног на голову, когда в доме одной из самых уважаемых и богатых женщин, доньи Перфекты Бланко, появляется женщина по имени Алисия. Эта женщина — мать внуков Перфекты, жена её старшего сына Амадора, за убийство которого Алисия отправилась за решётку. Теперь всё, что она хочет — вернуть своих сыновей, близнецов Филипе и Дувана.
Естественно, что Перфекта не рада видеть свою невестку в доме, а это значит, что за детей начнётся настоящая битва. Находясь в безвыходном положении, Алисия принимает щедрое предложение от таинственного старика по имени Хустино Бриньон, которого в посёлке все считают вампиром, так как он выходит из своего дома лишь по ночам.
Между тем, судьбе было суждено, чтобы Алисия и младший брат её мужа и сын доньи Перфекты, красавец Диего соединили свои судьбы. Однако прежде чем молодые найдут своё счастье, им предстоит пройти множество испытаний, в частности «воскрешение» Амадора, желающего вернуть свою жену, интриги влюблённой в Диего, Иллюминады, ненависть доньи Перфекты, а также странное поведение близнецов, обладающих необычными способностями.
Кроме того, городок скрывает свои секреты. Например, никто не знает, что в юности Перфекта и Хустино были влюблены в друг друга, а отец Иллюминады, адвокат Урбино — аферист, проворачивающий махинации с документами. И кто эта таинственная певица, выступающая в маске в местном ночном клубе под псевдонимом «Пантерита»?
Со временем, выясняется, что «Пантерита» — это Айде, которая мечтала о карьере певицы, но была вынуждена отказаться от грёз из-за своей матери, считающим это профессию недостойной девушки из приличной семьи. Кроме того, Айде влюблена в доктора Димас, друга семьи и лечащего врача доньи Перфекты, но Димас не обращает на Айде внимания. Тогда она заставляет его влюбиться в «Пантериту», а затем прилюдно унижает его отказом. У Иллюминады начинается роман с Амадором, а у отца девушки — с местной учительницей, преподающий у близнецов. Между тем, отношения между Алисией и Перфектой теплеют, ведь теперь совершенно ясно, что она не убивала Амадора, которому, грозит тюрьма за махинации. Дон Хустино тоже не сидит без дела — он открывает в городе отель, а дело и всё своё имущество завещает Алисии. Вскоре, пожилого мужчину настигает несчастье — с ним случается сердечный приступ, и Хустино умирает. Алисия становится успешной и уважаемой женщиной.

## В ролях
- Мария Елена Доеринг — Алисия Гуардиола Бланко
- Освальдо Риос — Диего Бланко Альбаррасин
- Иоландита Монхе — Айде Бланко Альбаррасин, его сестра
- Консуэло Лусардо — Донья Перфекта Бланко Альбаррасин, мать Айде, Амадора и Диего, свекровь Алисии
- Данило Сантос — Амадор Бланко Альбаррасин, старший брат Диего, муж Алисии
- Ана Мария Ойос — Илюминада Урбина (первая исполнительница роли)
- Таня Фалькес — Илюминада Урбина (вторая исполнительница роли)
- Альваро Байона — Лаурентино Урбина, отец Илюминады
- Леонор Гонсалес Мина — Бласина
- Хулио дель Мар — Дон Хустино Бриньон, вампир, друг Алисии, пожилой человек
- Матео Рудас — Дуван Бланко Гуардиола        | сыновья
- Сантьяго Рудас — Фелипе Бланко Гуардиола | Алисии, близнецы
- Хорхе Энрике Абейо — Доктор Димас Пантоха, лечащий врач доньи Перфекты
- Даниэль Ариса — Мегатео

## Музыка
Главная тема, звучащая в начале каждой серии — песня «Tu i Yo („Cuando En Uno Somos Dos“)» в исполнении Освальдо Риоса и Йоландиты Монхе, сыгравших в сериале Диего и Айде соответственно.
Интересно, что оба актёра также профессионально занимаются музыкальной карьерой, а у героини Монхе в сериале даже была своя сюжетная линия, по которой её Айде выступала под псевдонимом, скрывая своё лицо маской в местном ночном клубе. Одна из ярких сцен и композиций, звучавших в сериале, песня «Tu, tu, tu, tu» в исполнении Монхе — в этом эпизоде Айде на глазах у своей матери и толпы поклонников сбрасывает маску «Пантериты».

## Ремейк
В 2006 году был снят одноименный ремейк при совместном производстве США и Колумбии. Теленовела насчитывает 158 серий. Режиссёры — Луис Мансо и Аурелио Валькарсель Каррол. Студия-производитель — «Телемундо».

## Трансляция
В период с 1996 по 2000 год, сериал был закуплен и показан более, чем в 13 странах мира: Колумбии, Венесуэле, Аргентине, Чили, Мексике, Кубе, Испании, Польше, Венгрии, Болгарии, Сербии, Украине, Филиппинах, Азербайджане, России и других.

### Показ вРоссии
Сериал несколько раз транслировался в России в конце 1990-х годов, в частности, по каналам 2x2 (АСТ) и ТВ Центр. Мужские роли озвучил Александр Клюквин, в финальных эпизодах — Вадим Андреев, женские — Татьяна Васильева.